# Emo (Ontário)

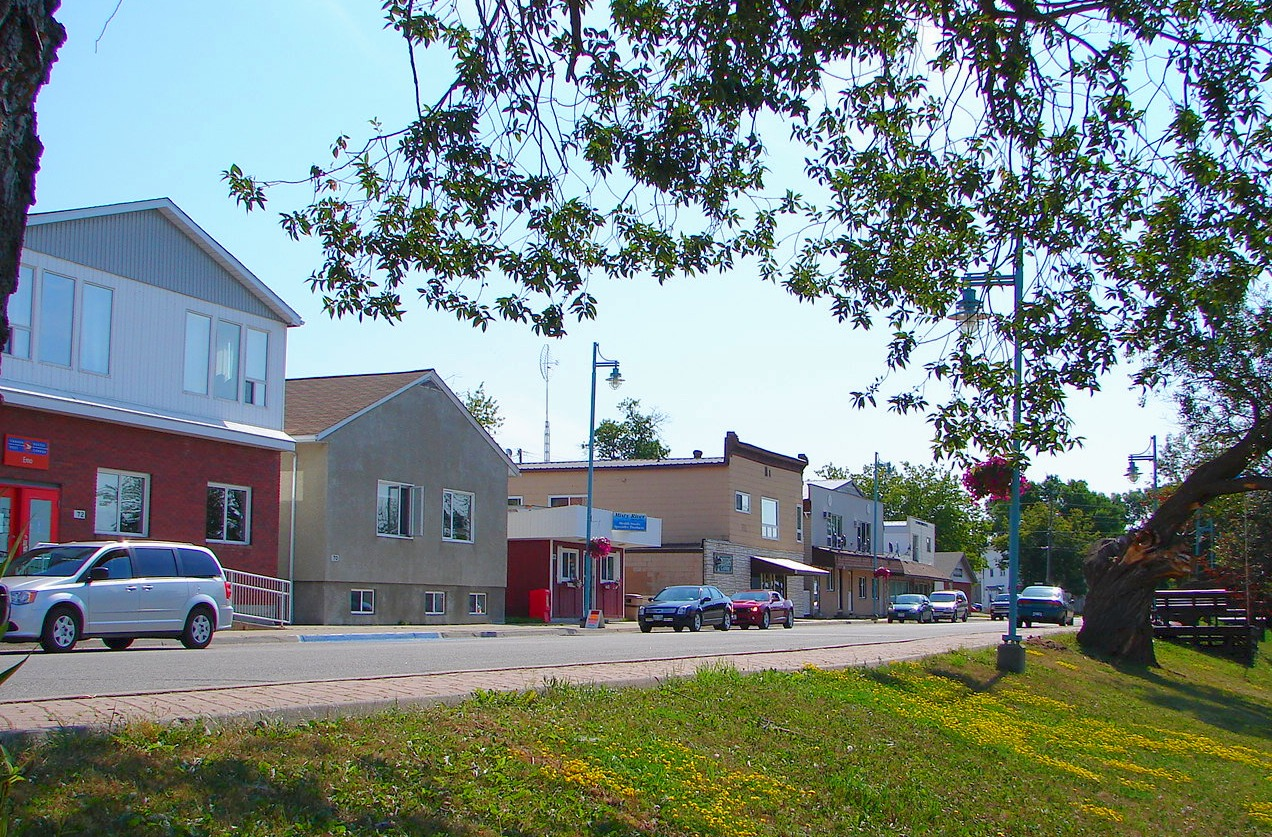
Emo, Ontario

Emo é uma pequena cidade rural do Noroeste de Ontário, Canadá. Emo tinha apenas 1.333 habitantes de acordo com o censo de 2016.